# Сейун (премія)
Премія «Сейун» (яп. 星雲賞, Сейун Сьо, «нагорода туманність») — японська премія в галузі наукової фантастики за кращі твори і досягнення попереднього року. Організована і контролюється Японською Федерацією груп шанувальників наукової фантастики (яп. 日本ファングループ連合会議, Ніхон Фан Груп Ренґьо Кайґі), нагороди вручаються на щорічній  Науково-фантастичній конвенції Японії. Це найстаріша японська нагорода в галузі наукової фантастики, що започаткована 1970 року на 9-й Науково-фантастичній конвенції і відтоді присуджується щорічно.
Премія названа на честь першого в Японії професійного науково-фантастичного часопису «Сейун», що японською означає «туманність», єдиний номер якого вийшов 1954 року. Вона жодним чином не пов'язана з американською премією Неб'юла («туманність» — англ. nebula).
«Сейун» схожа на Премію «Г'юго», яка надається членами Світового товариства наукової фантастики (англ. World Science Fiction Society). Так само, як у випадку «Г'юго», всі члени конвенції мають право брати участь у процесі відбору. Але премія не є строгим еквівалентом до «Г'юго», оскільки, на відміну від премії «Г'юго», відкритої для творів будь-якої мовою з будь-якої країни, «Сейун» обмежує країну походження та мову творів як Премія Британської науково-фантастичної асоціації.

## Критерії та процес відбору
Як кандидати можуть розглядатися професійний твір або досягнення, які вперше з'явилися протягом  попереднього календарного року. Для журналів дата визначається за номінальною датою публікації, котра часто вказана на місяць або два раніше фактичної дати публікації через японську практику видання на замовлення.
Не існує жодних письмових правил підрахунку кількості слів для визначення літературної категорії твору, отже  рішення про критерії у цьому відношенні залишається за виборцями.
Зазвичай навесні Федерація груп шанувальників наукової фантастики складає списки кандидатів для кожної категорії. Відбір здійснюється за попереднім голосуванням членів груп. Виборці, тим не менш, можуть надати свої голоси для всіх можливих робіт поза межами списку в остаточному виборчому бюлетені.
З огляду на доступність для виборців, твір, що з'явився в журналі (як частина серії творів або оповідання) або випущений в аудіовізуальних медіа (наприклад, телевізійне шоу або фільм), але не був обраним у список кандидатів, має можливість брати участь знов, коли він буде виданий у книзі або випущений в будь-якому іншому медіа. 
Хоча в регламенті немає згадок про електронну публікацію, два літературні твори опубліковані на вебсайті отримали нагороду: «Umi no Yubi» Хіротаки Тобі в категорії найкраще японське оповідання 2015 року, та  «Saigo ni shite Saisho no Idol» Генген Кусано в тій же категорії 2017 року.

## Категорії
Фактично офіційної назви для категорій не існує, тому  що вони варіюються в залежності від перекладачів. Наприклад, «роман», може мати назву «довга оповідь» або «довга форма», «оповідання» може бути передано як «коротка форма» тощо.
Спочатку існувало лише п'ять категорій: найкращий японський роман, найкраще японське оповідання, найкращий перекладений роман, найкраще перекладене оповідання та найкращий фільм/п'єса. 1979 року були додані категорії для найкращих художників і коміксів, категорія з найкращих нехудожніх (публіцистичних) творів з'явилася 1985 року і «Вільна номінація» започаткована 2002 року. Протягом майже десяти років нагорода не оголошувалась за кордоном, тому переможці в перекладних категоріях мало усвідомлювали свою  важливість в Японії. Ця ситуація змінилася 1980 року, під час 38-ї Всесвітнього конвенту любителів фантастики Worldcon, коли в конференц-залі була зроблена приватна презентація в присутності інших учасників. Творами-переможцями 1979 року були «Світ-кільце» та «Непостійний місяць», обидва написаны Ларрі Нівеном. Сертифікати та премії  Ларрі Нівену вручив Такумі Сібано, що переклав ці твори під псевдонімом Реі Кодзумі. Такумі Сібано презентував премію «Сейун» під час декількох наступних Всесвітніх конвенцій.
| Категорія                                                     | Рік заснування | Опис категорії |
| ------------------------------------------------------------- | -------------- | --- |
| Найкращий японський роман (яп. 日本長編, Ніхон Тьохен)        | 1970           | Науково-фантастичні романи і оповідання, що з'явилися або вперше перекладені впродовж відповідного року. Твори, що видаються серіями в журналах, мають можливість брати участь після закінчення; інші роботи мають можливість брати участь, коли вони опубліковані у вигляді книги. Багатотомні твори можуть брати участь як серія цілком. |
| Найкраще японське оповідання (яп. 日本短編, Ніхон Танпен)     | 1970           | Науково-фантастичні романи і оповідання, що з'явилися або вперше перекладені впродовж відповідного року. Твори, що видаються серіями в журналах, мають можливість брати участь після закінчення; інші роботи мають можливість брати участь, коли вони опубліковані у вигляді книги. Багатотомні твори можуть брати участь як серія цілком. |
| Найкращий перекладений роман (яп. 海外長編, Кайґаі Тьохен)    | 1970           | Науково-фантастичні романи і оповідання, що з'явилися або вперше перекладені впродовж відповідного року. Твори, що видаються серіями в журналах, мають можливість брати участь після закінчення; інші роботи мають можливість брати участь, коли вони опубліковані у вигляді книги. Багатотомні твори можуть брати участь як серія цілком. |
| Найкраще перекладене оповідання (яп. 海外短編, Кайґаі Танпен) | 1970           | Науково-фантастичні романи і оповідання, що з'явилися або вперше перекладені впродовж відповідного року. Твори, що видаються серіями в журналах, мають можливість брати участь після закінчення; інші роботи мають можливість брати участь, коли вони опубліковані у вигляді книги. Багатотомні твори можуть брати участь як серія цілком. |
| Найкраща драматична презентація (яп. メディア, Медіа)         | 1970           | Фільми, спектаклі, і будь-які інші медійні аудіовізуальні твори. Серійні твори мають можливість брати участь як у випадку з романами. |
| Найкращий комікс (яп. コミック, Коміку)                       | 1978           | Манга. Серійні твори мають можливість брати участь як у випадку з романами. |
| Найкращий художник (яп. アート, Арт)                          | 1978           | Художники з видатними досягненнями. |
| Найкраща публіцистика (яп. ノンフィクション, Нонфіксьон)      | 1985           | Публіцистичні праці про наукову фантастику, дослідження і критика, у тому числі перекладні. Інші критерії як і у випадку з романами. |
| Вільна номінація (яп. 自由, Дзіюй)                            | 2002           | Будь-які події, не згадані в інших категоріях, наприклад, речі, явища, або події науки і техніки. |

## Лауреати премії

### Найкращий перекладений роман
| Рік  | Назва оригіналу                | Назва українською                             | Автор                                              | Перекладач                    |
| ---- | ------------------------------ | --------------------------------------------- | -------------------------------------------------- | ----------------------------- |
| 1970 | The Crystal World              | «Кристалічний світ»                           | Джеймс Баллард                                     | Ясуо Накамура                 |
| 1971 | The Andromeda Strain           | «Штам «Андромеда»                             | Майкл Крайтон                                      | Хісасі Асакура                |
| 1972 | Nightwings                     | «Крила ночі»                                  | Роберт Сілверберг                                  | Такако Сатьо                  |
| 1973 | The Sirens of Titan            | «Сирени Титана»                               | Курт Воннеґут                                      | Хісасі Асакура                |
| 1974 | Dune                           | «Дюна»                                        | Френк Герберт                                      | Тецу Яно                      |
| 1975 | Up the Line                    | «Нагору, за лінією»                           | Роберт Сілверберг                                  | Ясуо Накамура                 |
| 1976 | …And Call Me Conrad            | «Кличте мене Конрадом»                        | Роджер Желязни                                     | Фуса Обі                      |
| 1977 | The Dragon Masters             | «Володарі драконів»                           | Джек Венс                                          | Хісасі Асакура                |
| 1978 | I Will Fear No Evil            | «Я не боятимусь злого»                        | Роберт Гайнлайн                                    | Тецу Яно                      |
| 1979 | Ringworld                      | «Світ-кільце»                                 | Ларрі Нівен                                        | Реі Кодзумі                   |
| 1980 | Rendezvous with Rama           | «Побачення з Рамою»                           | Артур Кларк                                        | Хіросі Мінаміяма              |
| 1981 | Inherit the Stars              | «Зірки у спадок»                              | Джеймс П. Хоґан                                    | Хіроакі Іке                   |
| 1982 | The Genesis Machine            |                                               | Джеймс П. Хоґан                                    | Хіроакі Іке                   |
| 1983 | Dragon's Egg                   | «Яйце дракона»                                | Роберт Л. Форвард                                  | Акіра Яматака                 |
| 1984 | The Garments of Caean          | «Одяг Каяна»                                  | Беррінтон Дж. Бейлі                                | Ватару Фуюкава                |
| 1985 | The Zen Gun                    | «Зброя Дзен                                   | Беррінтон Дж. Бейлі                                | Акінобу Сакаі                 |
| 1986 | Elric of Melniboné             | «Ельрік з Мельнібоне »                        | Майкл Муркок                                       | Хітосі Ясуда та Акемі Іцуджі  |
| 1987 | Neuromancer                    | «Нейромант»                                   | Вільям Гібсон                                      | Хісасі Курома                 |
| 1988 | Norstrilia                     | «Нострилія»                                   | Кордвайнер Сміт                                    | Хісасі Асакура                |
| 1989 | Footfall                       | «Хода»                                        | Ларрі Нівен & Джеррі Пурнелл                       | Акінобу Сакаі                 |
| 1990 | Collision with Chronos         | «Зіткнення з Хроносом»                        | Беррінтон Дж. Бейлі                                | Нодзомі Ооморі                |
| 1991 | The Uplift War                 | «Війна за Піднесення»                         | Дейвід Брін                                        | Акінобу Сакаі                 |
| 1992 | The McAndrew Chronicles        | «Хроніки Мак-Ендрю»                           | Чарльз Шеффілд                                     | Акінобу Сакаі                 |
| 1993 | Tau Zero                       | «Тау — нуль»                                  | Пол Андерсон                                       | Хісасі Асакура                |
| 1994 | Entoverse                      |                                               | Джеймс П. Хоґан                                    | Хіроакі Іке                   |
| 1995 | Hyperion                       | «Гіперіон»                                    | Ден Сіммонс                                        | Акінобу Сакаі                 |
| 1996 | The Fall of Hyperion           | «Падіння Гіперіона»                           | Ден Сіммонс                                        | Акінобу Сакаі                 |
| 1996 | Timelike Infinity              | «Часоподібна нескінченність»                  | Стівен Бекстер                                     | Кадзуко Онода                 |
| 1997 | End of an Era                  | «Кінець ери»                                  | Роберт Соєр                                        | Масаюкі Утіда                 |
| 1998 | Fallen Angels                  | «Впалі янголи»                                | Ларрі Нівен & Джеррі Пурнелл & Майкл Френсіс Флінн | Осаму Асаі                    |
| 1999 | The Time Ships                 | «Кораблі часу»                                | Стівен Бекстер                                     | Наоя Накахара                 |
| 1999 | Red Mars                       | «Червоний Марс»                               | Кім Стенлі Робінсон                                | Ютака Йосіма                  |
| 2000 | Kirinyaga                      | «Кірініаґа»                                   | Майк Резнік                                        | Масаюкі Утіда                 |
| 2001 | The Positronic Man             | «Позитронна людина»                           | Айзек Азімов & Роберт Сілверберг                   | Тьору Накамура                |
| 2002 | There and Back Again           | «Туди і звідти»                               | Пет Мерфі                                          | Хісасі Асакура                |
| 2003 | Illegal Alien                  | «Нелегальний прибулець»                       | Роберт Соєр                                        | Масаюкі Утіда                 |
| 2004 | Heaven's Reach                 | «Небесний простір»                            | Дейвід Брін                                        | Акінобу Сакаі                 |
| 2005 | Distress                       | «Відчай»                                      | Грег Іген                                          | Макото Ямагісі                |
| 2006 | Diaspora                       | «Діаспора»                                    | Грег Іген                                          | Макото Ямагісі                |
| 2007 | Mortal Engines                 | «Смертні машини»                              | Філіп Рів                                          | Реі Анно                      |
| 2008 | Brightness Falls from the Air  | «Сяйво з небес»                               | Джеймс Тіптрі-молодший                             | Хісасі Асакура                |
| 2009 | Spin                           | «Спін»                                        | Роберт Чарльз Вілсон                               | Такесі Могі                   |
| 2010 | The Last Colony                | «Остання колонія»                             | Джон Скалці                                        | Масаюкі Утіда                 |
| 2011 | Eifelheim                      | «Айфельгайм»                                  | Майкл Френсіс Флінн                                | Йоїті Сімада                  |
| 2012 | The Windup Girl                | «Заводна дівчина»                             | Паоло Бачигалупі                                   | Кадзуі Танака & Хіросі Канеко |
| 2013 | The Android's Dream            | «Мрія андроїда»                               | Джон Скальці                                       | Масаюкі Утіда                 |
| 2014 | Blindsight                     | «Сліпобачення»                                | Пітер Воттс                                        | Йоїті Сімада                  |
| 2015 | The Martian                    | «Марсіянин»                                   | Енді Вір                                           | Кадзуко Онода                 |
| 2016 | Ancillary Justice              | «Допоміжний елемент Справедливості»           | Енн Лекі                                           | Хідеко Акао                   |
| 2017 | United States of Japan         | «Сполучені штати Японії»                      | Пітер Тьєрас                                       | Наоя Накахара                 |
| 2018 | Sleeping Giants                | «Сплячі гіганти»                              | Сільвен Нувел                                      | Тіорі Сада                    |
| 2019 | Mecha Samurai Empire           | «Меха-самурайська імперія»                    | Пітер Тьєрас                                       | Наоя Накахара                 |
| 2020 | 三体                           | «Три тіла»                                    | Лю Цисінь                                          | Нодзомі Ооморі                |
| 2021 | 黒暗森林                       | «Темний ліс»                                  | Лю Цисінь                                          | Тоя Точіхара, Нодзомі Ооморі  |
| 2022 | Project Hail Mary              | «Проєкт "Радуйся, Маріє"»                     | Енді Вейр                                          | Кадзуко Онода                 |
| 2023 | Foundation trilogy             | Трилогія «Фундація» — три перших романи циклу | Айзек Азімов                                       | Ясуко Кадзі                   |
| 2024 | The Kaiju Preservation Society | «Товариство збереження кайдзю»                | Джон Скалці                                        | Масаюкі Утіда                 |

### Найкраще перекладене оповідання
| Рік  | Назва оригіналу                                     | Назва українською                             | Автор                            | Перекладач                              |
| ---- | --------------------------------------------------- | --------------------------------------------- | -------------------------------- | --------------------------------------- |
| 1970 | The Squirrel Cage                                   | «Біляче колесо»                               | Томас Діш                        | Норіо Іто                               |
| 1971 | The Poems                                           | «Вірші»                                       | Рей Бредбері                     | Норіо Іто                               |
| 1972 | The Blue Bottle                                     | «Синя пляшка»                                 | Рей Бредбері                     | Норіо Іто                               |
| 1973 | The Black Ferris                                    | «Чорне чортове колесо»                        | Рей Бредбері                     | Норіо Іто                               |
| 1974 | A Meeting with Medusa                               | «Зустріч з Медузою»                           | Артур Кларк                      | Норіо Іто                               |
| 1975 | Eurema's Dam                                        | «Мати Евреми»                                 | Рафаель Алоїзіус Лафферті        | Норіо Іто                               |
| 1976 | Wet Paint                                           | «Пофарбовано»                                 | Бертрам Чендлер                  | Масахіро Нода                           |
| 1977 | Rozprawa                                            | «Дізнання»                                    | Станіслав Лем                    | Тадаші Фукамі                           |
| 1978 | (не присуджувалася)                                 | (не присуджувалася)                           | (не присуджувалася)              | (не присуджувалася)                     |
| 1979 | Inconstant Moon                                     | «Непостійний місяць»                          | Ларрі Нівен                      | Реі Кодзумі                             |
| 1980 | (не присуджувалася)                                 | (не присуджувалася)                           | (не присуджувалася)              | (не присуджувалася)                     |
| 1981 | A Relic of the Empire                               | «Релікт Імперії»                              | Ларрі Нівен                      | Реі Кодзумі                             |
| 1982 | The Brave Little Toaster                            | «Відважний маленький тостер»                  | Томас Діш                        | Хісасі Асакура                          |
| 1983 | Nightflyers                                         | «Нічні літуни»                                | Джордж Мартін                    | Хітосі Ясуда                            |
| 1984 | Unicorn Variation                                   | «Варіації Єдинорога»                          | Роджер Желязни                   | Дзюн Кадзамі                            |
| 1985 | (не присуджувалася)                                 | (не присуджувалася)                           | (не присуджувалася)              | (не присуджувалася)                     |
| 1986 | (не присуджувалася)                                 | (не присуджувалася)                           | (не присуджувалася)              | (не присуджувалася)                     |
| 1987 | Press Enter                                         | «Натисніть «Enter»                            | Джон Варлі                       | Дзюн Кадзамі                            |
| 1988 | The Only Neat Thing To Do                           | «Єдиний чистий вихід»                         | Джеймс Тіптрі-молодший           | Хісасі Асакура                          |
| 1989 | Eye for Eye                                         | «Око за око»                                  | Орсон Скотт Кард                 | Маріко Фукаматі                         |
| 1990 | Think Blue, Count Two                               |                                               | Кордвайнер Сміт                  | Норіо Іто                               |
| 1991 | Schrödinger's Kitten                                | «Кошеня Шредінгера»                           | Джордж Алек Еффінджер            | Хісасі Асакура                          |
| 1992 | Tango Charlie and Foxtrot Romeo                     | «Танго Чарлі та фокстрот Ромео»               | Джон Варлі                       | Хісасі Асакура                          |
| 1993 | Groaning Hinges of the World                        | «Скрипучі завіси світу»                       | Рафаель Алоїзіус Лафферті        | Хісасі Асакура                          |
| 1994 | Tangents                                            | «Дотичні»                                     | Грег Бір                         | Акінобу Сакаі                           |
| 1995 | The Planet Named Shayol                             | «Планета на ім'я Шайоль»                      | Кордвайнер Сміт                  | Норіо Іто                               |
| 1996 | Robot Visions                                       | «Мрії робота»                                 | Айзек Азімов                     | Норіо Іто                               |
| 1997 | Heads                                               | «Керівники»                                   | Грег Бір                         | Кадзуко Онода                           |
| 1998 | The Death of Captain Future                         | «Смерть капітана Ф'ючера»                     | Аллен Стіл                       | Масахіро Нода                           |
| 1999 | This Year's Class Picture                           | «Цьогорічна фотографія класу»                 | Ден Сіммонс                      | Йоїті Сімада                            |
| 2000 | Out of the Everywhere                               | «Поза всюди»                                  | Джеймс Тіптрі-молодший           | Норіо Іто                               |
| 2001 | Oceanic                                             | «Океанік»                                     | Грег Іген                        | Макото Ямагісі                          |
| 2002 | Story of Your Life                                  | «Історія твого життя»                         | Тед Чан                          | Сігеюкі Куде                            |
| 2002 | Reasons to be Cheerful                              | «Привід радіти»                               | Грег Іген                        | Макото Ямагісі                          |
| 2003 | Luminous                                            | «Блискучий»                                   | Грег Іген                        | Макото Ямагісі                          |
| 2004 | Hell Is the Absence of God                          | «Пекло — це відсутність Бога»                 | Тед Чан                          | Макото Ямагісі                          |
| 2005 | And Now the News...                                 | «А зараз новини...»                           | Теодор Стерджон                  | Нодзомі Ооморі                          |
| 2006 | The Human Front                                     | «Людський фронт»                              | Кен Маклауд                      | Йоїті Сімада                            |
| 2007 | The Astronaut from Wyoming                          | «Астронавт з Вайомінга»                       | Адам-Трой Кастро та Джеррі Олшен | Хісасі Асакура                          |
| 2008 | Weather                                             | «Клімат»                                      | Аластер Рейнолдс                 | Наоя Накахара                           |
| 2009 | The Merchant and the Alchemist's Gate               | «Купець і брама алхіміка»                     | Тед Чан                          | Нодзомі Ооморі                          |
| 2010 | Dark Integers                                       |                                               | Грег Іген                        | Макото Ямагісі                          |
| 2011 | Carry the Moon in My Pocket                         | «Носіть Місяць у моїй кишені»                 | Джеймс Лавгроув                  | Тору Накамура                           |
| 2012 | The Lifecycle of Software Objects                   | «Життєвий цикл програмних об'єктів»           | Тед Чан                          | Нодзомі Ооморі                          |
| 2013 | Pocketful of Dharma                                 | «Повні кишені Дхарми»                         | Паоло Бачигалупі                 | Хіросі Канеко                           |
| 2014 | The Paper Menagerie                                 | «Паперовий звіринець»                         | Кен Лю                           | Йосіміті Фурусава                       |
| 2015 | The Girl-Thing Who Went Out for Sushi               | «Дівчина, що вийшла з суші»                   | Пет Кедіген                      | Йоїті Сімада                            |
| 2016 | Good Hunting                                        | «Добре полювання»                             | Кен Лю                           | Йосіміті Фурусава                       |
| 2017 | Backward, Turn Backward                             | «Назад, повертай назад»                       | Джеймс Тіптрі-молодший           | Кадзуко Онода                           |
| 2017 | Simulacrum                                          | «Симулякр»                                    | Кен Лю                           | Йосіміті Фурусава                       |
| 2018 | Folding Beijing (кит.: 北京折叠)                    | «Складаний Пекін»                             | Хао Цзінфан                      | Маюмі Отані та Кен Лю (перекл. англ.)   |
| 2019 | The Circle (кит.: 円)                               | «Коло»                                        | Лю Цисінь                        | Наоя Накахара та Кен Лю (перекл. англ.) |
| 2020 | Uncanny Valley                                      | «Моторошна долина»                            | Грег Іген                        | Макото Ямагісі                          |
| 2021 | Zima Blue                                           |                                               | Аластер Рейнольдс                | Наоя Накахара                           |
| 2022 | The One With the Interstellar Group Consciousnesses | «Епізод з міжзоряними груповими свідомостями» | Джеймс Алан Гарднер              | Хіорі Сада                              |
| 2023 | Sooner or later everything falls into the sea       | «Рано чи пізно все падає в море»              | Сара Пінскер                     | Ідумі Ітіда                             |
| 2023 | The Wandering Earth                                 | «Мандрівна Земля»                             | Лю Цисінь                        | Нодзомі Ооморі, Масако Фуруїті          |
| 2024 | Solidity                                            |                                               | Грег Іген                        | Макото Ямагісі                          |

### Найкраща драматична презентація
| Рік  | Назва оригіналу                          | Назва українською                                            | Жанр                | Режисер                                             |
| ---- | ---------------------------------------- | ------------------------------------------------------------ | ------------------- | --------------------------------------------------- |
| 1970 | The Prisoner                             | «В'язень»                                                    | Телесеріал          | Патрік Макгуен [en] Пет Джексон [en] Дон Чаффі [en] |
| 1970 | Charly                                   | «Чарлі»                                                      | Фільм               | Ральф Нельсон                                       |
| 1971 | UFO                                      | «НЛО»                                                        | Телесеріал          | Джеррі Андерсон, Рон Епплтон, Сиріл Франкель та ін. |
| 1972 | The Andromeda Strain                     | «Штам «Андромеда»                                            | Фільм               | Роберт Вайз                                         |
| 1973 | A Clockwork Orange                       | «Механічний апельсин»                                        | Фільм               | Стенлі Кубрик                                       |
| 1974 | Soylent Green                            | «Зелений сойлент»                                            | Фільм               | Річард Флейшер                                      |
| 1975 | 宇宙戦艦ヤマト                           | «Космічний лінкор «Ямато»                                    | Аніме               | Лейдзі Мацумото                                     |
| 1976 | Star                                     | «Зірка»                                                      | Театральна п'єса    |                                                     |
| 1977 | (не присуджувалася)                      | (не присуджувалася)                                          | (не присуджувалася) | (не присуджувалася)                                 |
| 1978 | Солярис                                  | «Соляріс»                                                    | Фільм               | Андрій Тарковський                                  |
| 1979 | Star Wars                                | «Зоряні війни»                                               | Фільм               | Джордж Лукас                                        |
| 1980 | Alien                                    | «Чужий»                                                      | Фільм               | Рідлі Скотт                                         |
| 1981 | The Empire Strikes Back                  | «Імперія завдає удару у відповідь»                           | Фільм               | Ірвін Кершнер                                       |
| 1982 | (не присуджувалася)                      | (не присуджувалася)                                          | (не присуджувалася) | (не присуджувалася)                                 |
| 1983 | Blade Runner                             | «Той, хто біжить по лезу»                                    | Фільм               | Рідлі Скотт                                         |
| 1984 | The Dark Crystal                         | «Темний кристал»                                             | Фільм               | Джим Хенсон, Френк Оз                               |
| 1985 | 風の谷のナウシカ                         | «Навсікая з Долини Вітрів»                                   | Фільм               | Міядзакі Хаяо                                       |
| 1986 | Back to the Future                       | «Назад у майбутнє»                                           | Фільм               | Роберт Земекіс                                      |
| 1987 | Brazil                                   | «Бразилія»                                                   | Фільм               | Террі Гілліам                                       |
| 1988 | 王立宇宙軍 オネアミスの翼                | «Королівські космічні сили - Крила Хоннеаміз»                | Фільм               | Хіроюкі Ямага                                       |
| 1989 | となりのトトロ                           | «Мій сусід Тоторо»                                           | Фільм               | Міядзакі Хаяо                                       |
| 1990 | トップをねらえ                           | «Ганбастер: Дотягнутись до неба»                             | Аніме               | Хідеакі Анно                                        |
| 1991 | 銀河宇宙オデッセイ                       | «Галактична космічна одіссея»                                | Телесеріал          | Фумітака Тамура                                     |
| 1992 | Terminator 2: Judgment Day               | «Термінатор 2: Судний день»                                  | Фільм               | Джеймс Кемерон                                      |
| 1993 | ママは小学4年生                          | «Мама — учениця-чотирикласниця»                              | Аніме               | Іуті Сюдзі                                          |
| 1994 | Jurassic Park                            | «Парк Юрського періоду»                                      | Фільм               | Стівен Спілберг                                     |
| 1995 | ゼイラム 2                               | «Зейрам 2»                                                   | Фільм               | Кеіта Амемія                                        |
| 1996 | ガメラ 大怪獣空中決戦                    | «Гамера: Вирішальна битва гигантських повітряних монстрів»   | Фільм               | Сусуке Канеко                                       |
| 1997 | ガメラ2 レギオン襲来                     | «Гамера 2: Атака легіону»                                    | Фільм               | Сусуке Канеко                                       |
| 1998 | ウルトラマンティガ                       | «Ультрамен Тіга                                              | Токусацу            |                                                     |
| 1999 | 機動戦艦ナデシコ -The prince of darkness | «Марсіанський лінкор Надесіко: Князь темряви»                | Фільм               | Тацуо Сато                                          |
| 2000 | カウボーイビバップ                       | «Ковбой Бібоп»                                               | Аніме               | Ватанабе Сін’ічіро                                  |
| 2001 | ガンパレード・マーチ                     | «Парад вогнепальної зброї»                                   | Відеогра            |                                                     |
| 2002 | 仮面ライダークウガ                       | «Вершник у масці Кууга»                                      | Токусацу            | Хіденорі Ісіда та ін.                               |
| 2003 | ほしのこえ                               | «Голос зірки»                                                | Аніме               | Макото Сінкай                                       |
| 2004 | The Lord of the Rings: The Two Towers    | «Володар перснів: Дві вежі»                                  | Фільм               | Пітер Джексон                                       |
| 2005 | Planetes                                 | «Планети»                                                    | Аніме               | Ґоро Таніґуті                                       |
| 2006 | 特捜戦隊デカレンジャ                     | «Токусьо Сентай Декарейнджер»                                | Токусацу            | Кацуя Ватанабе та ін.                               |
| 2007 | 時をかける少女                           | «Дівчинка, яка стрибала крізь час»                           | Фільм               | Мамору Хосода                                       |
| 2008 | 電脳コイル                               | «Електронна котушка»                                         | Аніме               | Міцуо Ісо                                           |
| 2009 | マクロスフロンティア                     | «Макросс Фронтир»                                            | Аніме               | Ясухіто Кікуті, Сьодзі Каваморі                     |
| 2010 | サマーウォーズ                           | «Літні війни»                                                | Фільм               | Мамору Хосода                                       |
| 2011 | District 9                               | «Дев'ятий округ»                                             | Фільм               | Нілл Блумкамп                                       |
| 2012 | 魔法少女まどか☆マギカ                    | «Дівчинка-чарівниця Мадока Магіка»                           | Аніме               | Акіюкі Сімбо                                        |
| 2013 | ミニスカ宇宙海賊                         | «Космічні міні-пірати»                                       | Аніме               | Тацуо Сато                                          |
| 2014 | Pacific Rim                              | «Тихоокеанський рубіж»                                       | Фільм               | Гільєрмо дель Торо                                  |
| 2015 | 宇宙戦艦ヤマト2199 星巡る方舟            | «Космічний лінкор «Ямато» 2199: Одіссея «Небесного ковчега»» | Фільм               | Макото Бессьо                                       |
| 2016 | ガールズ＆パンツァ                       | «Дівчата й танк»                                             | Фільм               | Цутому Мідзусіма                                    |
| 2017 | シン・ゴジラ                             | «Ґодзілла»                                                   | Фільм               | Хідеакі Анно, Сіндзі Хігуті                         |
| 2018 | けものフレンズ                           | «Звірі друзі»                                                | Аніме               | Тацукі                                              |
| 2019 | グリッドマン                             | «Грідмен»                                                    | Аніме               | Акіра Амемія                                        |
| 2020 | 彼方のアストラ                           | «Астра, загублена в космосі»                                 | Аніме               | Масаомі Андо                                        |
| 2021 | ウルトラマンＺ                           | «Ультрамен Z»                                                | Аніме               | Кійотака Тагуті                                     |
| 2022 | ゴジラ S.P ＜シンギュラポイント＞        | «Ґодзілла: Точка сингулярності»                              | Аніме               | Ацусі Такахасі                                      |
| 2023 | シン・ウルトラマン                       | «Шин Ультрамен»                                              | Фільм               | Сіндзі Хігуті                                       |
| 2024 | ゴジラ-1.0                               | «Ґодзілла мінус один»                                        | Фільм               | Такаcі Ямадзакі                                     |